# Massillon (Ohio)
Pour les articles homonymes, voir Massillon.
La ville de Massillon est située dans le comté de Stark, dans l’État de l’Ohio, aux États-Unis. Sa population, qui s’élevait à 326 habitants lors du recensement de 2010, est estimée à 32 505 habitants au 1er juillet 2020.

## Histoire
La localité fut fondée en 1812 sous le nom de Kendal par un quaker, à l’imitation de la communauté utopique (et éphémère) de Robert Owen, New Harmony, dans l’Indiana. L’expérience communautaire fut cette fois encore de courte durée. Le choix du nom de Massillon est un hommage à l’évêque et prédicateur français Jean-Baptiste Massillon (1663-1742).

## Source
- (en) Cet article est partiellement ou en totalité issu de l’article de Wikipédia en anglais intitulé « Massillon, Ohio » (voir la liste des auteurs).

1. ↑  (en) « Massillon, Ohio Population: Census 2010 and 2000 Interactive Map, Demographics, Statistics, Quick Facts » [« Données sur Massillon »](Archive.org • Wikiwix • Archive.is • Google • Que faire ?), sur censusviewer.com (consulté le 11 janvier 2021).
2. ↑  (en) « Massillon, Ohio - Basic Facts » [« Estimations sur Massillon »], sur ohio.hometownlocator.com (consulté le 11 janvier 2021).